# Margarornis
A Margarornis a madarak (Aves) osztályának verébalakúak (Passeriformes) rendjébe és a fazekasmadár-félék (Furnariidae) családjába tartozó nem.

## Rendszerezésük
A nemet Heinrich Gottlieb Ludwig Reichenbach német botanikus és ornitológus írta le 1853-ban, az alábbi 4 faj tartozik ide:
- gyöngyös tüskefarkú (Margarornis squamiger)
- hegyi tüskefarkú (Margarornis rubiginosus)
- Margarornis bellulus
- Margarornis stellatus

## Előfordulásuk
Két faj Közép-Amerikában, két faj Dél-Amerikában honos. A természetes élőhelyük szubtrópusi és trópusi hegyi esőerdők.

## Megjelenésük
Testhosszuk 13-16 centiméter körüli.

## Életmódjuk
Ízeltlábúakkal táplálkoznak.